# Маракайбо (езеро)
 Тази статия е за езерото.  За града вижте Маракайбо.  
Марака́йбо (на испански: Lago de Maracaibo) е най-голямото езеро (лагуна) в Южна Америка, разположено на територията на Венецуела. Площта му е 13 210 km², дължината от север на юг 159 km, ширината – до 108 km, максималната дълбочина 250 m, обемът 280 km³, а площта на водосборния басейн 89 000 km². На север се свързва Венецуелския залив на Карибско море чрез плитък (2 – 4 m) и тесен проток.

## География
Езерото Маракайбо заема най-ниската част на едноименната междупланинска падина, разположена между планините Сиера де Периха на запад и Кордилера де Мерида на югоизток. Югозападната част на падината навлиза на територията на Колумбия. Нейната площ е около 60 000 km². Изградена е от кредни и палеоген-неогенови нефтоносни пясъчници и шисти, препокрити с алувий. Климатът е субекваториален, горещ. Средните месечни температури са от 27 до 29°С (средна годишна температура 28,5°С – най-високата в Южна Америка). Годишната сума на валежите в южната част на падината достига до 1500 mm. Тук тя е заблатена и покрита с влажни вечнозелени гори. На север количеството на валежите намалява до 500 mm, а растителността е представена от гори и храсти с опадливи листа през зимата и опустинена савана.
В северните си части езерото Маракайбо е плитководно, а в южните части дълбочината му достига до 250 m (в някои географски източници максималната му дълбочина е до 35 – 40 m.) Северната тясна част на езерото се пресича от пътния мост „Генерал Рафаел Урданета“. Бреговете му са плоски и заблатени. Захранва се с вода от множество ручеи и реки, най-големите от които са Кататумбо, Санта Ана и Апон. Това е едно от 17-те древни езера на Земята и се счита за второто най-старо езеро, образувано преди 36 милиона години. На бреговете му живее почти четвърт от населението на Венецуела.
Наименованието на езерото му е дадено в периода на колонизация по името на местния вожда Мара и думата кайбо (земя) – „Земята на Мара“.
През езерото минава морски път за две пристанища: Маракайбо и Кабимас. В басейна на езерото има големи запаси от нефт. Специално изкопаният дълбок канал в езерото позволява навлизането на океански плавателни съдове. 8,7-километровият мост „Генерал Рафаел Урданета“, свързващ бреговете на пролива, е един от най-дългите мостове в света.
Езерото Маракайбо, също така, е известно с уникалния си природен феномен, известен под името мълнии на Кататумбо – постоянно възникващи мълнии в района на вливането на река Кататумбо в езерото. Това е най-големият източник на озон на планетата.

## История
През 1499 г. Алонсо де Охеда открива езеро Маракайбо и дава на страната името Венецуела („Малка Венеция“). Пристанище Маракайбо е основано през 1529 г. на западната страна на езерото.
През юли 1823 г. тук се провежда битката при Маракайбо, която играе важна роля във войната за независимост на Венецуела.
Добивът на нефт в басейна на Маракайбо започва през 1914 г. Първите нефтени кладенци са установени от компанията Bataafsche Petroleum Me, предшественик на Royal Dutch Shell.
На 6 април 1964 г. танкерът Esso Maracaibo, зареден с 236 000 барела петрол претърпява електрическа авария и е загубен контрола над управлението му. В резултат се блъска в стълб от тогава двугодишния мост „Генерал Рафаел Урданета“. 259-метрова част от моста пада във водата и върху танкера. Петрол не е разлят, но 7 души, преминавали върху моста, загиват.

## Селища
В южните и югозападните части на езерото все още съществуват селища от наколни жилища. Към 2000 г. езерото изхранва около 20 000 рибари.